# Diego de Cepeda
Diego de Cepeda (fl. 1544-1591) fue un compositor y maestro de capilla español.

## Vida
Las primeras noticias que se tienen de él son de las oposiciones al magisterio de la Catedral de Segovia que se realizaron el 3 de octubre de 1544. Al examen se presentaron, además de Cepeda, Bartolomé Olaso, el ganador, Francisco de Fuentes, Tomás de Robledo, Juan López y Juan López de Aliaga. En las oposiciones se presentó como natural y residente en Plasencia, «cantor en la iglesia mayor», la Catedral.
Las siguientes noticias que se tienen de él son de la Catedral de León, donde fue nombrado maestro de capilla el 8 de agosto de 1546.

Nos Pedro del Portillo, canónigo y maestro de capilla de la catedral de Oviedo, y Bartolomé Quevedo, maestro de capilla del muy ilustre y Reverendo Sr. D. Pedro Manuel, arzobispo de Santiago, siendo jueces elegidos y magníficos señores deán y Cabildo de la santa iglesia catedral de León, para ver y examinar las cualidades, suficiencias, méritos y calidades de los opositores [...] habemos entendido que siendo todos los opositores sobredichos hábiles y suficientes para este oficio, vel quasi, pero que para el servicio y provecho de la dicha iglesia, hallamos, concurrimos ventaja y calidades para tener el dicho magisterio en Diego de Cepeda, al cual nos pareció que debíamos nombrar y nombramos maestro de capilla de dicha iglesia.

El musicólogo José María Álvarez denomina el siglo XVI como «el siglo de oro de la historia musical de la Catedral de León». En 1548 se organizaba de forma definitiva la capilla de música, que contaba con maestro de capilla, seis mozos de coro y doce bachilleres de coro, dedicados al canto llano. Las obligaciones del maestro ya eran las habituales en las catedrales españolas: educación de los infantes del coro, dar lecciones de música a los canónigos y otras dignidades que lo quisiesen, componer música para las fiestas de Navidad, Corpus y otras procesiones, además de la conservación del archivo de música. Entre los instrumentistas, había chirimías, sacabuches, flautas y arpas, además del órgano.
Permaneció en el cargo muchos años, llegando a alcanzar algún prestigio. En 1568 seguía en la Catedral de León, coincidiendo con el organista y humanista Francisco de Salinas. Ya jubilado, en 1591 participó como juez en las oposiciones de su sucesor en el cargo, que sería para Alonso de Tejeda.
Es de suponer que falleció en León al alguna fecha posterior.

## Obra
No se conservan composiciones del maestro Cepeda. Se sabe que compuso para la Catedral de León y que incluso realizó un libro de Magníficats, citado por Lucas Tercero en 1602.